# Prince of Persia (jogo eletrônico de 2008)
Prince of Persia é um jogo de ação-aventura e plataforma da série Prince of Persia. Foi desenvolvido pela Ubisoft Montreal e publicado pela Ubisoft e lançado em 2 de dezembro de 2008 para os consoles Xbox 360 e PlayStation 3, no dia 9 de dezembro do mesmo ano para Microsoft Windows e em 24 de março de 2009 para Mac OS X.
O jogo se passa na antiga Pérsia, apesar do século exato não ser revelado. No jogo, o jogador assume o papel do Prince, cujo nome não é revelado no jogo. O Prince é acompanhado por uma garota chamada Elika, que ele conheceu após uma grande tempestade de areia ter desviado-o de seu destino e ele ter chegado em uma terra misteriosa. Os jogadores atravessam vários ambientes distintos usando as habilidades acrobáticas do Prince, escalando e correndo pelas paredes, por exemplo. Ao longo da jornada, o jogador enfrenta vários inimigos que tentam impedir os protagonistas de purificar a terra da corrupção maléfica. O enredo do jogo e sua época são bastante baseados no zoroastrismo.

## Enredo

### Época
O jogo se passa na antiga Pérsia, em uma cidade-estado indefinida onde o zoroastrismo é a religião dominante. No centro da cidade-estado está um templo onde está preso o deus Arimã, que foi lá trancafiado pelo deus Aúra-Masda devido às suas tentativas de conquistar e corromper a região. Primeiramente, Aúra-Masda recuou, esperando que Arimã parasse quando não encontrasse nenhuma resistência contra ele, mas foi logo forçado a agir devido à conquista de Arimã da maioria dos países enquanto espalhava a praga da Corrupção. Aúra-Masda conseguiu aprisionar Arimã e a sua Corrupção dentro do templo com a ajuda de Aúra-Masda. Após este acontecimento, Aúra-Masda partiu do mundo para descansar do lado das estrelas, humilhado por não ter prevenção e ter agido mais cedo.

### Personagens
Apesar da existência de vários personagens de títulos anteriores da série Prince of Persia, nenhum deles reprisam os seus papéis. Ao invés disto, o jogo se foca primariamente em um novo Prince e uma personagem secundária, Elika, e na exploração da dupla em uma cidade-estado persa não definida, purificando a região de Corrupção em uma tentativa de impedir a libertação total do deus Arimã, o antagonista principal do jogo. O Prince e Elika enfrentam quatro soldados de Arimã, conhecidos como os Corruptos. Estes personagens são conhecidos simplesmente por Hunter ("O Caçador"), Alchemist ("O Alquimista"), the Concubine ("A Amante") e the Warrior ("O Guerreiro"). Ao longo do jogo, o pai de Elika também se transforma em um corrupto, sendo conhecido pelo Mourning King ("Rei Melancólico").

### História
A aventura começa com o Prince se perdendo em uma tempestade de areia, enquanto retornava de um roubo de uma tumba com o seu asno que carregava o ouro. A tempestade o faz perder o asno e, eventualmente, ele cai em um canhão. Em seguida, ele é surpreendido por Elika, que pula em cima dele e imediatamente continua a fugir de homens armados com alabardas. O Prince os derrota e consegue alcançar Elika. Ela então lhe pede que ele a ajude, seguindo-a até o templo do seu reino. Quando eles chegam no templo, o pai de Elika, que comanda os perseguidores da mesma, destrói a Árvore da Vida, o que começa a libertar o deus das trevas Arimã. Com a Árvore da Vida destruída, Arimã começa a assolar a região com as suas trevas, ou "Corrupção". Elika então explica que existem vários solos férteis espalhados pela região a que ela deve chegar e purificar, para fazer com que a Árvore da Vida reganhe o seu poder e impeça que Arimã escape.
Ao longo do processo em que o Prince e Elika chegam a estes solos e os purificam, Elika começa a revelar o seu passado; primeiro, a sua mãe faleceu, e depois ela fez o mesmo. O seu pai, conhecido como o "Rei Melancólico", não conseguiu suportar a sua mágoa e fez um acordo com Arimã: a vida de Elika em retorno da sua liberdade. Arimã primeiro ressucitou Elika e assim a manteve viva enquanto que seu pai cumprisse com a sua parte do acordo.
Após derrotar os maiores subordinados de Arimã e limpar as terras de Corrupção, o Prince e Elika retornam ao templo para purificá-lo também; o último passo necessário para impedir a libertação de Arimã. Contudo, após entrar no templo, a dupla é confrontada pelo Rei Melancólico, desta vez totalmente consumido pela Corrupção. Após ele ser derrotado, ele pula no abismo em que está Arimã, o que resulta no mesmo aparecer para enfrentá-los. Elika consegue curar a Árvore da Vida e, para aprisionar Arimã novamente, ela transfere a própria vida à árvore, resultando em ela morrer novamente. O Prince, impulsionado pela tristeza, destrói a árvore, dando a sua força de vida para ressuscitar Elika, mas também libertando Arimã por completo. O Prince então carrega Elika para o deserto enquanto que o templo é destruído e Arimã escapa.
Então, durante o conteúdo do "Epílogo" que se faz disponível para download, o Prince leva Elika para um palácio subterrâneo, numa tentativa de encontrar refúgio de Arimã. A dupla percorre o local, enfrentando os escravos de Arimã várias vezes. Elika várias vezes expressa desprezo sobre a decisão do Prince de libertar Arimã em troca da vida dela. Em uma última batalha contra o Rei Melancólico, o Prince o empurra para cima de alguns espinhos, empalando-o. A dupla então tenta sair de lá, já que Arimã aparece e tenta matá-los. Eles conseguem fugir dele, mas Elika deixa o Prince para procurar pelo Aúra-Masda.